# Sikorski Musikverlage
Die Sikorski Musikverlage (voller Name Internationale Musikverlage Hans Sikorski) sind eine Gruppe ehemals eigenständiger mittelständischer Musikverlage. Namensgeber war der Verleger Hans Sikorski. Seit 2019 sind die Sikorski Musikverlage eine Marke der Boosey & Hawkes GmbH. Die Musikverlagsgruppe engagiert sich heute gleichermaßen sowohl für Werke der Unterhaltungs- als auch der ernsten Musik.

## Allgemein
Nachdem sich der Verlag in den ersten Jahren nach der Gründung überwiegend den Schlagern aus den Filmen jener Zeit widmete, entwickelte sich in der zweiten Hälfte des 20. Jahrhunderts die moderne russische Musik im weitesten Sinne zu einem wichtigen verlegerischen Schwerpunkt. Jedoch hat der Verlag ebenso Komponisten des deutschsprachigen Raums sowie aus vielen anderen Ländern unter Vertrag, deren Orchesterwerke, Kammermusik, Solowerke, Opern, Ballette oder Musicals zum Teil weltweit ausgewertet werden. Diese Auswertungen umfassen Aufführungen, (Bild-)Tonträger-Aufnahmen und Rundfunksendungen ebenso wie Lizenzen für Abdrucke, Bearbeitungen, Werbung oder Filmverwendung. Traditioneller Kern der Verlagsaktivität sind nach wie vor die in zahlreichen Editionsreihen erscheinenden Notenausgaben. Das Verlagsprogramm umfasst außerdem den Bereich „Musik für Kinder“, unter anderem mit dem bekannten Liedermacher Rolf Zuckowski als Autor.

## Geschichte
Den Grundstein für den Verlag legte Johannes Carl „Hans“ Sikorski (1899–1972) im Jahre 1935 mit dem Neuen Theaterverlag in Berlin. Innerhalb weniger Jahre erreichte der neue Bühnen- und Musikverlag erhebliches Gewicht in den Bereichen der Tanz- und Unterhaltungsmusik sowie der dramatischen und musikdramatischen Literatur. Die Gründungsjahre standen unter starkem Einfluss der politischen Repressionen jener Zeit, die sich nicht nur auf die verlegerische Betreuung der anvertrauten Werke und insbesondere der zunehmend verfolgten jüdischen Komponisten und Textdichter erstreckte. Zahlreiche zumeist jüdische Verlagsinhaber wurden durch das nationalsozialistische Regime zum Verkauf ihrer Unternehmen gezwungen, von denen einige dann von Hans Sikorski – zum Teil unter Weiterbeschäftigung der alten Inhaber im Ausland – weitergeführt und im Laufe der folgenden Jahre in ihren Katalogen ausgebaut wurden.
Zu den Verlagen, die das NSDAP-Mitglied Hans Sikorski als Treuhänder für die Cautio Treuhandgesellschaft unter dem Dach des Neuen Theaterverlags ab 1935 „arisierte“, zählten unter anderem die Vertriebsstelle deutscher Bühnenschriftsteller und Bühnenkomponisten (Berlin) und der von Josef Weinberger 1885 in Wien gegründete Bühnen- und Musikalienverlag Weinberger. 1938 folgte (ohne die Hilfe der Cautio Treuhand) der Benjamin Musikverlag (Leipzig). Den so entstandenen, zunächst treuhänderisch geleiteten Musikverlagskomplex kaufte Sikorski 1940 größtenteils auf.
In den Bombennächten des Jahres 1943 wurden auch die Verlagssitze in Berlin und Leipzig weitestgehend zerstört. Nach Zwischenstationen in Bad Aussee und Bad Kissingen versuchte Hans Sikorski 1946 in Hamburg einen Neuanfang, da hier mit dem 1795 gegründeten und damit ältesten Musikaliensortiment Johann August Böhme das einzige Teilstück des Unternehmens halbwegs unzerstört geblieben war. Nach Inhaftierung durch die Alliierten, durchlaufenem Entnazifizierungsverfahren und Zurückerhalt der Verlegerlizenz musste Hans Sikorski im Zuge verschiedener Restitutionsverfahren einen Teil der „arisierten“ Verlage zurückgeben oder entschädigte deren ursprüngliche Inhaber bzw. ihre Erben. Viele Autoren der Vorkriegszeit blieben weiterhin beim Verlag oder gaben nach ihrer Rückkehr ihre Werke zur Betreuung in den Verlag. Kurt Schwabach wurde nach Rückkehr aus dem Exil 1949 Verlagsmitarbeiter.
In den folgenden Jahrzehnten wurde das Verlagsrepertoire stetig erweitert. Bis 2019 war die Verlagsgruppe in Familienbesitz und wurde von Familienmitgliedern geführt.
Im Juni 2019 wurde die Verlagsgruppe vom amerikanischen Musikunternehmen Concord Music übernommen. Dadurch sind Sikorski und der Musikverlag Boosey & Hawkes unter einem Dach vereint.

## Bekannte Komponisten und Werke aus dem Verlagsrepertoire
Das Verlagsrepertoire beinhaltet (Stand Oktober 2010) Werke von mehr als 2.500 Komponisten und umfasst neben ernster Musik (z. B. von Dmitri Schostakowitsch) deutschsprachige Schlager und englischsprachige Evergreens ebenso wie Musik für Kinder.

## Editionsreihen
- „Russische Musik“: Die Reihe Russische Musik des 20. Jahrhunderts ist russischer und sowjetischer Musik gewidmet. Die Werkauswahl reicht von Vertretern des spätromantischen Stils, den bedeutenden Meistern der sowjetischen Moderne bis zu den Repräsentanten der Avantgarde. Des Weiteren wird die Reihe Russische Klavierwerke für Kinder und Jugendliche publiziert.

- „exempla nova“: In dieser Editionsreihe für Neue Musik sind seit der Auflegung im Jahr 1971 mittlerweile mehr als 400 Ausgaben erschienen. Waren es zunächst vornehmlich junge Komponisten des norddeutschen Raumes wie Peter Ruzicka, Jens-Peter Ostendorf und Ulrich Leyendecker, wurden später auch russische Modernisten aufgenommen.

- „Neue Bearbeitungen“: Arrangements bekannter Klassik-Titel in neuen und ungewöhnlichen Besetzungen, z. B. Kammerorchester-Bearbeitungen von Beethoven-Streichquartetten, eine Cello-Fassung von Brahms’ „Doppelkonzert“ oder Bearbeitungen berühmter Stücke von Schostakowitsch, Prokofjew und Schnittke.

- „ars instrumentalis“ / „ludus instrumentalis“: Editionsreihen für über 70 Instrumental-Konzerte (ars) sowie mehr als 100 kammermusikalische Werke (ludus) alter Meister mit Schwerpunkt auf Holzblasinstrumenten.

- „Pop-Alben“: Enthält Sammelalben für Evergreens, eine Reihe Super 20 mit jeweils 20 Top-Hits sowie die Reihe Melodie & Rhythmus mit Bearbeitungen auf dem Sektor Keyboard mit Begleitautomatik.

- „top-Schlagertexthefte“: Ab 1970 veröffentlichte der Verlag die Reihe top-Schlagertexthefte mit mehreren Ausgaben jährlich. Die in ihrer Hochzeit in hohen Stückzahlen verkaufte Reihe wurde 1990 eingestellt.

## PR-relevante Publikationen
Viermal im Jahr erscheint das „Sikorski Magazin“ mit Beiträgen zum aktuellen Musikgeschehen, Autoren des Hauses, Aufführungen und Neuerscheinungen. Das erste Heft des Jahres ist darüber hinaus den Geburts- und Gedenktagen des jeweils nächsten bzw. übernächsten Jahres gewidmet, die Frühjahr- und Herbstausgaben behandeln bevorstehende Halbjahresereignisse und im Sommer erscheinen Themenhefte mit kleinen Essays, O-Tönen der Komponisten und Katalogauszügen. Einen Überblick über die Biografien, Werke und Notenausgaben einzelner Komponisten vermitteln die Werkverzeichnisse. Zu Informationszwecken werden zahlreiche Kataloge bereitgehalten.

## Verlagsverbindungen und -kooperationen
- Eigenständige oder verbundene Verlagsunternehmen (jeweils ohne Rechtsformen): Internationale Musikverlage Hans Sikorski mit Arcona, Connelly, Musikverlag Hans Sikorski, Papageno und Tempoton Bühnen- und Musikverlage Hans Sikorski mit Arcadia, Beboton, Cineton, Musik für Dich Rolf Zuckowski und Neuer Theaterverlag Alexis, Araldoton, Edition Esplanade, Goldy, MOP

- Kooperationen mit anderen Verlagshäusern: Weltweit bestehen Kooperationen mit diversen großen Verlagshäusern, so z. B. Boosey & Hawkes (London), G. Schirmer (New York), Ricordi (Mailand), Zen-On (Tokio), Le Chant du Monde (Paris), National Music Publishers (Moskau), PWM (Kraków), Universal Edition (Wien), People’s Publishing House (Beijing).

- Administrierte Kataloge: Die Internationalen Musikverlage Hans Sikorski administrieren für die Music Sales Group die Edition Wilhelm Hansen Hamburg und mithin das Verlagsrepertoire der Verlage Chester Music, Novello & Company (beide London), G. Schirmer (New York), Edition Wilhelm Hansen (Kopenhagen), Union Musical Ediciones (Madrid).

## Projekte/Engagement (Auswahl)
Zur Förderung der Vielfalt des Musiklebens fördern die Sikorski Musikverlage diverse Stiftungen und Projekte: u. a. „Kinder brauchen Musik“, „Deutsche Stiftung Musikleben“, „Canto elementar“, „netzwerk junge ohren“, „Tonali Grand Prix“.